# فردریک هرن

نوشته‌ای با امضای فردریک هرن

فردریک هرن (آلمانی: Friedrich Heeren; ۱۱ اوت ۱۸۰۳ – ۲ مهٔ ۱۸۸۵) شیمی‌دان اهل آلمان بود.
او مدرک کترای خود را در گوتینگن دریافت کرد، و از سال ۱۸۳۱ در دانشگاه هانوفر معلم موضوع‌های فناوری و شیمیایی بود. او همچنین فیزیک، کانی‌شناسی و شیمی نیز تدریس می‌کرد.
او به همراه همکار خود، کارل کارماش (۱۸۰۳–۱۸۷۹), یک فرهنگ لغت به چاپ رساند. آنها همچنین یک فرایند برای توسعه نیتروسلولز را نیز آغاز کردند. در سال ۱۸۸۱ او نوعی شیر سنج (آب‌سنج) را نیز اختراع کرد.